# 리키 판 볼프스빙컬
리키 판 볼프스빙컬(네덜란드어: Ricky van Wolfswinkel, 1989년 1월 27일 ~ )는 네덜란드의 축구 선수이다. 스트라이커이며, FC 트벤터에서 활약하고 있다.